# Timkó Bíbor
Timkó Bíbor (Békéscsaba, 1977. október 21.–) képzőművész.

## Életútja
A Moholy-Nagy Művészeti Egyetem hallgatója volt 1996 és 2002 között textiltervező szakon, illetve 1997 és 2003 között vizuális és környezetkultúra szakon. A római Accademia di Belle Arti festő szakán ösztöndíjjal tanult. Több évig tanított vizuális kultúrát középiskolákban. Emellett mint alkalmazott grafikus és illusztrátor dolgozott.

## Ösztöndíjak
- 1999 • Project ’EXIL’, Bréma, Nizza, Marseilles, Budapest
- 2000 • Erasmus-ösztöndíj, Róma: Accademia di Belle Arti di Roma, festő szak

## Művészeti tagságok
- 2002 • Magyar Alkotóművészek Országos Egyesülete
- 2002 • Fiatal Iparművészek Stúdiója
- 2003 • Kárpitművészek Egyesülete
- 2008 • Hungarian Creative Union

## Egyéni kiállítások
- 2000 • Ketten, Nyitott Műhely, Budapest
- 2003 • Feljegyzések, játékok, üzenetek, Antenna Hungária Galéria, Budapest
- 2003 • Szív az ajtóban, Örökmozgó Galéria, Budapest
- 2004 • Ami megvalósul, Benczúr Ház, Budapest
- 2011 • Csend és csevegés, Filter Galéria, Budapest.

## Válogatott csoportos kiállítások
- 2003 • Textilművészeti Triennálé, Szombathely
- 2004 • Iparművészeti Múzeum, Budapest
- 2004 • Art Expo, Szentendre Művészetmalom
- 2006 • Vajda Lajos Stúdió, Szentendre
- 2007 • mű-vész pince, Platán Galéria-Lengyel Intézet, Budapest
- 2010 • Women only, Centrális Galéria, Budapest • Open Studio Day, Tűzraktér, Budapest • Küzdelem a szegénység és a társadalmi kirekesztés ellen, Művészetek Palotája, Budapest
- 2011 • Vákuum design, Budapest • Egy kép, egy terem, egy arc, Tűzraktér, Budapest (Art moments) • Hungarian Beauty, Cékl’art, Budapest • Tűzfal, Tűzraktér, Budapest • Fényraktár, a SZOBA, Pécs